# TRT Çocuk
TRT Çocuk – turecki kanał telewizyjny adresowany do dzieci. Został uruchomiony w 2008 roku.